# Dogs of Berlin
Dogs of Berlin és una sèrie de televisió alemanya produïda per Netflix i estrenada el 7 de desembre de 2017 a través del seu web. Es tracta de la segona sèrie alemanya que produeix Netflix després de Dark.

## Argument
La sèrie explica la història de dos detectius de Berlín, un del Berlín oriental i amb un passat neonazi i l'altre d'ascendència turca, obligats a treballar en equip per resoldre la mort d'un famós futbolista d'origen turc de la selecció alemanya. Això juntament amb l'ambient d'excitació que viu la ciutat i la llarga llista de sospitosos: un grup neonazi del barri de Marzahn, un clan mafiós d'origen libanès, turcs nacionalistes enfadats amb el futbolista pel fet de jugar amb la selecció alemanya, el control per les apostes il·legals, i els estaments més alts de l'Associació Alemanya de Futbol; fan que aflori tot un submón de mentides, racisme i violència que fins i tot fa dubtar de la legalitat dels actes que els dos protagonistes prenen al llarg de la investigació.

## Repartiment

### Principal
- Felix Kramer com el detectiu Kurt Grimmer.
- Fahri Yardım com el detectiu Erol Birkan.
- Katharina Schüttler com Paula Grimmer, dona de Kurt Grimmer.
- Anna Maria Mühe com Sabine "Bine" Ludar.
- Urs Rechn com Gert Seiler, cap de policia i superior de Kurt i Erol.

### Secundari
- Kais Sotti com Kareem Tarik-Amir, germà de Hakim Tarik-Amir.
- Sinan Farhangmehr com Hakim Tarik-Amir, cap del clan Tarik-Amir.
- Samy Abdel Fatah com Raif Tarik-Amir, cosí de Kareem i Hakim.
- Giannina Erfany-Far com Kamila, promesa de Hakim Tarik-Amir.
- Mohammed Issa com Murad Issam.
- Deniz Orta com Maïssa Issam.
- Katrin Sass com Eva Grimmer, mare de Kurt i Ulf Grimmer.
- Sebastian Zimmler com Ulf Grimmer, germà de Kurt Grimmer.
- Alina Stiegler com l'agent de policia Petrovic.
- Mišel Matičević com Tomo Kovac, cap del clan Kovac.
- Langston Uibel com Raphael Bou'Penga, jugador de futbol.
- Yung Ngo com Karsten Nguyen, periodista.
- Hannah Herzsprung com Trinity Sommer.
- Antonio Wannek com Hans Kuscha, detectiu.
- Jasna Fritzi Bauer com Nike Strack.
- Constantin von Jascheroff com Robert Fucht, detectiu.
- Imad Mardnli com Wahid.
- Uwe Preuss com Lukas Schmaus, representant de futbolistes.
- Sebastian Achilles com Guido Mack.
- Ivan Vrgoč com Stipe.
- Josip Galić com Ivo.
- Branko Tomović com Dario.
- Ibrahim Tunc com Juri Mandelrieb.

## Episodis
| Núm. d'història | Episodi | Títol                                | Direcció         | Guió                                     | Data d'estrena  |  |
| --------------- | ------- | ------------------------------------ | ---------------- | ---------------------------------------- | --------------- |  |
| 1               | 1       | "VIP"                                | Christian Alvart | Christian Alvart                         | 7 desembre 2018 |  |
|                 |         |                                      |                  |                                          |                 |  |
| 2               | 2       | "Mannschaft" (equip)                 | Christian Alvart | Christian Alvart i Ipek Zübert           | 7 desembre 2018 |  |
|                 |         |                                      |                  |                                          |                 |  |
| 3               | 3       | "Begegnung" (trobada)                | Christian Alvart | Christian Alvart i Erol Yesilkaya        | 7 desembre 2018 |  |
|                 |         |                                      |                  |                                          |                 |  |
| 4               | 4       | "Heimspiel" (partit a casa)          | Christian Alvart | Christian Alvart i Michael Proehl        | 7 desembre 2018 |  |
|                 |         |                                      |                  |                                          |                 |  |
| 5               | 5       | "Schiebung" (canvi)                  | Christian Alvart | Christian Alvart i Henner Schulte-Holtey | 7 desembre 2018 |  |
|                 |         |                                      |                  |                                          |                 |  |
| 6               | 6       | "Abseits" (a part)                   | Christian Alvart | Christian Alvart i Jan Cronauer          | 7 desembre 2018 |  |
|                 |         |                                      |                  |                                          |                 |  |
| 7               | 7       | "Derby"                              | Christian Alvart | Christian Alvart i Ron Markus            | 7 desembre 2018 |  |
|                 |         |                                      |                  |                                          |                 |  |
| 8               | 8       | "Länderspiel" (joc de país)          | Christian Alvart | Richard Price i Georg Hartmann           | 7 desembre 2018 |  |
|                 |         |                                      |                  |                                          |                 |  |
| 9               | 9       | "Verlängerung" (extensió)            | Christian Alvart | Christian Alvart                         | 7 desembre 2018 |  |
|                 |         |                                      |                  |                                          |                 |  |
| 10              | 10      | "Siegerehrung" (acte de presentació) | Christian Alvart | Christian Alvart i Arend Remmers         | 7 desembre 2018 |  |

## Producció
Sigi Kamml de Syrreal Entertainment GmbH produeix la sèrie en col·laboració amb Siegfried Kamml i Christian Alvart, que també és el creador, director i guionista de la sèrie. El rodatge mostra localitzacions a Berlín i a l'estat de Brandenburg.
En el cas de Berlín, destaca l'edifici anomenat Bierpinsel (pinzell de cervesa) per la seva forta estètica futurista com a quarter general de la unitat policial.